# Fatma Pesend Hanım
Fatma Kadriye Pesend Hanımefendi (en turco otomano: فاطمہ پسند خانم, "hermoso", 13 de febrero de 1876 - 5 de noviembre de 1924) fue la esposa del sultán Abdul Hamid II del Imperio Otomano.
El título completo era: Devletlu İsmetlu Üçüncü İkbal Fatma Pesend Hanım Efendi Hazretleri

## Vida
Fatma Pesend nació el 13 de febrero de 1876 en Estambul y era hija de Ahmed Sami Bey Achba y su esposa Fatıma Ismailevna Mamleeva. Su verdadero nombre era Fatma Kadriye Achba. Tenía el pelo largo y rubio. Su padre era sobrino de Verdicenan Kadınefendi, esposa del sultán Abdülmecit I.
A temprana edad Pesend entró en contacto con el arte y comenzó a pintar a la edad de siete años. Además de la pintura, también le encantaba montar a caballo. Sin embargo, antes de que su padre pudiera enviarla con sus parientes en Europa para estudios más intensivos, la entregaron al palacio donde aprendió la sociedad cortesana. Sin embargo, Pesend atrajo rápidamente la atención de Abdul Hamid, y el 20 de julio de 1896 se casaron en el Palacio de Yildiz, a pesar de que el sultán era 34 años mayor que ella.
Un año después dio a luz a su única hija, Hatice Sultan, pero la niña murió ocho meses después. Después de la muerte de Hatice, Abdul Hamid lamentó mucho a su hija y ordenó que se construyera un hospital infantil. A Pesend se le encomendó la dirección del hospital después de su finalización.
Fatma Pesend murió en su villa de Vaniköy el 5 de noviembre de 1924 a la edad de 48 años. Está enterrada junto a su madre, en el cementerio de Karacaahmet en Estambul, a petición de sus hermanos.